# Saucerottia cyanifrons
Saucerottia cyanifrons là một loài chim trong họ Trochilidae.